# Von McDade
Von McDade, né le 7 juin 1967, à Milwaukee, au Wisconsin, est un ancien joueur américain de basket-ball. Il évolue au poste d'arrière.